# Lasiurus egregius
Lasiurus egregius är en däggdjursart som först beskrevs av Peters 1870.  Lasiurus egregius ingår i släktet Lasiurus och familjen läderlappar. IUCN kategoriserar arten globalt som otillräckligt studerad. Inga underarter finns listade i Catalogue of Life.
Denna fladdermus är bara känd från enstaka fynd i Panama, Colombia och Brasilien. Den jagar flygande insekter. Några individer fångades i ett nät som var placerad över en bäck i en städsegrön skog.
Arten når i genomsnitt (mått från 3 honor) en kroppslängd (huvud och bål) av 60 mm, en svanslängd av 53 mm, en vikt av 14 g och en vingspann av 390 mm. Den har cirka 8,5 mm långa bakfötter och 14 mm stora öron. Den tjocka pälsen har främst en gulbrun till rödaktig färg. Håren på ovansidan är mörk nära roten, gul i mitten och rödaktig vid spetsen. På undersidan saknas det gula avsnittet i mitten. Den del av flygmembranen som ligger mellan bakbenen är nära bålen täckt med hår. Flygmembranen har allmänt en mörkbrun färg men intill fingrarna, underarmarna och bakbenen är den ljusare. Lasiurus egregius har breda öron.
Lasiurus egregius jagar med hjälp av ekolokalisering. Skriket är cirka 5 millisekunder lång vad som är kortare än hos andra släktmedlemmar. Mellan två skrik ligger ungefär 200 millisekunder. Frekvensen avtar under skriket från cirka 45 kHz till 27 kHz.